# Strahoninec
Strahoninec è un comune della Croazia di 2 728 abitanti della Regione del Međimurje. Il comune di Strahoninec si estende su una superficie di 8350 km quadrati. Strahoninec è stato dichiarato comune autonomo il 17 maggio 1997, dopo essere stato separato dalla composizione di Čakovec.